# Muna Samir Mahmud
Muna Samir Mahmud (arab. منى سمير محمود; ur. 23 kwietnia 1989) – egipska zapaśniczka walcząca w stylu wolnym. Brązowa medalistka igrzysk afrykańskich w 2007 i igrzysk śródziemnomorskich w 2013. Srebrna medalistka mistrzostw Afryki w latach 2009 – 2016 roku.